# Pilea riedlei
Pilea riedlei är en nässelväxtart som först beskrevs av Joseph Decaisne, och fick sitt nu gällande namn av Carl Ludwig von Blume. Pilea riedlei ingår i släktet pileor, och familjen nässelväxter. Inga underarter finns listade i Catalogue of Life.